# Celmisia costiniana
Celmisia costiniana là một loài thực vật có hoa trong họ Cúc. Loài này được M.Gray & Given mô tả khoa học đầu tiên năm 1999.